# Vinh flygplats
Vinh flygplats (VII) är en flygplats i Vinh, som är huvudorten för provinsen Nghe An i Vietnam. Flygplatsen kan tjäna medelstora flygplan som Airbus A321 och har en kapacitet på 200 000 passagerare per år. Flygplatsen byggdes ursprungligen av fransmän för militära ändamål.
För närvarande finns det flyg till Ho Chi Minh-staden, Hanoi, Buon Ma Thuot och Pleiku.